# Ризница
Ризница је
1. Место где се чувају новац, злато, племенити предмети  и друге материјалне или духовне драгоцености.
2. Служба у оквиру једне организације, привредног система или државне управе надлежна за управљање  финансијама, новцем, пословним ризицима, приходима и расходима,  опорезивањем... 
Особа која се бави пословима у ризници се зове ризничар. 
У српском језику постоји и турцизам хазна, као архаизам за ризницу.

## Ризница као место чувања драгоцености
Термин ризница је први пут коришћен у античко доба  да би означио заветне храмове у којима су чуване јавне драгоцености и које су подизали  грчки градови државе у част Олимпијских богова. Пример ризнице је Сифнијска ризница у Делфима, и острво Делос као заједничка ризница Делског савеза грчких градова држава. Једна од најпознатијих грађевина у древном јорданском граду Петра је Ризница (Al Khazneh; "The Treasury"; Arabic: الخزنة‎) храм који је исклесан у стени. Овај храм-ризница је у чувеном холивудском филму о Индијана Џонсу (Indiana Jones and the Last Crusade из 1989.) приказан као храм у коме се чувао Свети грал.  
Ризнице су представљале верске објекте што је била јасна порука да су чуване државне драгоцености неприкосновене и да постоји узвишена морална  обавеза за сваког ко има приступ средствима која се чувају. 
Термин ризница може бити схваћен и у апстрактном смислу као место на ком се чувају духовне и нематеријалне вредности значајне за једну заједницу (верски објекти, музеји, галерије, обичаји, традиција, језик, писмо...)

## Ризница у функцији државе, привредних друштава и организација
Термин Ризница (енг. Treasury) се употребљава  да опише финансијску службу која управља средствима државе, привредних друштава и организација.

#### Државна ризница
је одговорна за економију, финансије,  приходе и расходе једне земље.
У неким земљама државном ризницом се сматра Министарство финансија при Влади. Примери су  Белгија, Шпанија, Индија, Јапан, Холандија...  и Министар Финансија је уједно и Државни ризничар.
У појединим земљама као што је Србија, Државна ризница је организована као посебна управа при Министарству финансија (Управа за трезор).

#### Ризница у привредним друштвима
је служба која управља средствима и ризицима који могу угрозити редовно пословање друштва. Ризици могу бити ризик ликвидности, девизни ризик, каматни ризик. На ком организационом нивоу ће се управљати средствима и ризицима зависи од саме организационе структуре привредног друштва.  У великим системима ризница је најчешће посебна функција, у средње великим системима је то сектор или одељење, а у малим системима функцију ризничара може обављати и једна особа.